# David Cotterill
David Rhys George Best Cotterill (Cardiff, Gales, 4 de diciembre de 1987) es un exfutbolista galés que jugaba como centrocampista.

## Selección nacional
Fue internacional con la selección de fútbol de Gales en 24 ocasiones en las que anotó dos goles.

## Clubes
| Club                            | País       | Año       |
| ------------------------------- | ---------- | --------- |
| Bristol City F. C.              | Inglaterra | 2004-2006 |
| Wigan Athletic F. C.            | Inglaterra | 2006-2008 |
| Sheffield United F. C. (cedido) | Inglaterra | 2008      |
| Sheffield United F. C.          | Inglaterra | 2008-2010 |
| Swansea City A. F. C. (cedido)  | Gales      | 2009-2010 |
| Swansea City A. F. C.           | Gales      | 2010-2012 |
| Portsmouth F. C. (cedido)       | Inglaterra | 2011      |
| Barnsley F. C.                  | Inglaterra | 2012      |
| Doncaster Rovers F. C.          | Inglaterra | 2012-2014 |
| Birmingham City F. C.           | Inglaterra | 2014-2017 |
| Bristol City F. C. (cedido)     | Inglaterra | 2017      |
| ATK                             | India      | 2018      |
| Barry Town F. C.                | Gales      | 2020-2021 |
| Newtown A. F. C.                | Gales      | 2021      |